# Danny Manning
Daniel Ricardo "Danny" Manning (Hattiesburg, Misisipi; 17 de mayo de 1966) es un exjugador y entrenador de baloncesto estadounidense que destacó en la NBA en la década de 1990. Mide 2,08 y jugaba de ala-pívot. Desde 2024 es entrenador asistente de la Universidad de Colorado. Es hijo del que fuera también jugador profesional Ed Manning.

## Trayectoria deportiva

### Universidad
Está considerado uno de los mejores jugadores que han pasado por la Universidad de Kansas y de la historia del baloncesto universitario. LLevó a los Jayhawks a la Final Four de la NCAA en 1986, y a ganar el campeonato en 1988. Estableció el récord de la Big Eight Conference de anotación, con 2951 puntos. Su equipo era apodado Danny and the miracles (Danny y los milagros). En sus cuatro años de colegial promedió 20,1 puntos, 8,1 rebotes y 2,3 asistencias por partido. Registró 45 dobles-dobles y 22 partidos de 30 puntos o más.

### Selección nacional
Manning fue parte de la selección de baloncesto de Estados Unidos que obtuvo la medalla de plata en los Juegos Panamericanos de 1987.
Al año siguiente ganó la medalla de bronce en los Juegos Olímpicos de Seúl 1988, compartiendo equipo con los futuros jugadores de la NBA Hersey Hawkins, Stacey Augmon, Dan Majerle, Mitch Richmond, Charles D. Smith y David Robinson, este último futuro compañero de equipo.

### Profesional
Fue elegido como número 1 del Draft de la NBA de 1988 por Los Angeles Clippers. En su primera temporada tan solo pudo disputar 26 partidos, debido a una artroscopia en la rodilla por una lesión del ligamento anterior cruzado. Tras 5 temporadas en los Clippers, fue traspasado a Atlanta Hawks, y de ahí, al año siguiente a Phoenix Suns, donde pasó otros cinco temporadas, y donde ganó el premio al Mejor Sexto Hombre en 1998.
En 1999 inició un periplo por 4 equipos diferentes en otras cuatro temporadas, las últimas de su carrera. Sus problemas con la rodilla continuaron, jugando cada año menos minutos por partido. Se retiró en 2003, habiendo promediado 14 puntos y 5,2 rebotes.

### Entrenador
[actualizar]
El 7 de mayo de 2024, firma como asistente de la Universidad de Colorado.

## Estadísticas de su carrera en la NBA

### Temporada regular
| Año      | Equipo        | PJ  | PT  | MPP  | %TC  | %3P  | %TL  | RPP | APP | ROB | TPP | PPP  |
| -------- | ------------- | --- | --- | ---- | ---- | ---- | ---- | --- | --- | --- | --- | ---- |
| 1988-89  | L.A. Clippers | 26  | 18  | 36.5 | .494 | .200 | .767 | 6.6 | 3.1 | 1.7 | 1.0 | 16.7 |
| 1989-90  | L.A. Clippers | 71  | 42  | 32.0 | .533 | .000 | .741 | 5.9 | 2.6 | 1.3 | .5  | 16.3 |
| 1990-91  | L.A. Clippers | 73  | 47  | 30.1 | .519 | .000 | .716 | 5.8 | 2.7 | 1.6 | .8  | 15.9 |
| 1991-92  | L.A. Clippers | 82  | 82  | 35.4 | .542 | .000 | .725 | 6.9 | 3.5 | 1.6 | 1.5 | 19.3 |
| 1992-93  | L.A. Clippers | 79  | 77  | 34.9 | .509 | .267 | .802 | 6.6 | 2.6 | 1.4 | 1.3 | 22.8 |
| 1993-94  | L.A. Clippers | 42  | 41  | 38.0 | .493 | .143 | .674 | 7.0 | 4.2 | 1.3 | 1.4 | 23.7 |
| 1993-94  | Atlanta       | 26  | 25  | 35.6 | .476 | .333 | .651 | 6.5 | 3.3 | 1.8 | 1.0 | 15.7 |
| 1994-95  | Phoenix       | 46  | 19  | 32.8 | .547 | .286 | .673 | 6.0 | 3.3 | .9  | 1.2 | 17.9 |
| 1995-96  | Phoenix       | 33  | 4   | 24.7 | .459 | .214 | .752 | 4.3 | 2.0 | 1.2 | .7  | 13.4 |
| 1996-97  | Phoenix       | 77  | 17  | 27.7 | .536 | .194 | .721 | 6.1 | 2.2 | 1.1 | 1.0 | 13.5 |
| 1997-98  | Phoenix       | 70  | 11  | 25.6 | .516 | .000 | .739 | 5.6 | 2.0 | 1.0 | .7  | 13.5 |
| 1998-99  | Phoenix       | 50  | 5   | 23.7 | .484 | .111 | .696 | 4.4 | 2.3 | .7  | .8  | 9.1  |
| 1999-00  | Milwaukee     | 72  | 0   | 16.9 | .440 | .250 | .654 | 2.9 | 1.0 | .9  | .4  | 4.6  |
| 2000-01  | Utah          | 82  | 0   | 15.9 | .494 | .250 | .729 | 2.6 | 1.1 | .6  | .4  | 7.4  |
| 2001-02  | Dallas        | 41  | 10  | 13.5 | .477 | .143 | .667 | 2.6 | .7  | .5  | .5  | 4.0  |
| 2002-03  | Detroit       | 13  | 0   | 6.8  | .406 | .375 | .833 | 1.4 | .5  | .7  | .2  | 2.6  |
| Total    | Total         | 883 | 398 | 27.4 | .511 | .206 | .729 | 5.2 | 2.3 | 1.1 | .9  | 14.0 |
| All-Star | All-Star      | 2   | 0   | 17.5 | .750 | —    | —    | 4.0 | 1.5 | .0  | .5  | 9.0  |

### Playoffs
| Año   | Equipo        | PJ | PT | MPP  | %TC  | %3P   | %TL  | RPP | APP | ROB | TPP | PPP  |
| ----- | ------------- | -- | -- | ---- | ---- | ----- | ---- | --- | --- | --- | --- | ---- |
| 1992  | L.A. Clippers | 5  | 5  | 38.8 | .568 | .333  | .645 | 5.6 | 2.8 | 1.0 | .8  | 22.6 |
| 1993  | L.A. Clippers | 5  | 5  | 34.2 | .412 | .000  | .808 | 7.2 | 1.6 | 1.4 | 1.0 | 18.2 |
| 1994  | Atlanta       | 11 | 11 | 38.7 | .488 | —     | .788 | 7.0 | 3.4 | 1.4 | .8  | 20.0 |
| 1996  | Phoenix       | 4  | 0  | 22.5 | .458 | .000  | .625 | 2.8 | 1.3 | 1.0 | .3  | 12.3 |
| 1997  | Phoenix       | 5  | 0  | 23.2 | .578 | .000  | .933 | 6.0 | 1.4 | .8  | 1.4 | 13.2 |
| 1999  | Phoenix       | 3  | 1  | 26.3 | .583 | —     | .769 | 1.7 | 2.0 | 1.3 | .0  | 12.7 |
| 2000  | Milwaukee     | 1  | 0  | 5.0  | .000 | —     | —    | 1.0 | .0  | .0  | .0  | .0   |
| 2001  | Utah          | 5  | 0  | 19.2 | .559 | 1.000 | .750 | 2.2 | .6  | .6  | .8  | 9.8  |
| 2003  | Detroit       | 4  | 0  | 3.5  | .333 | .000  | —    | .8  | .0  | .0  | .3  | .5   |
| Total | Total         | 43 | 22 | 27.7 | .501 | .250  | .766 | 4.7 | 1.9 | 1.0 | .7  | 14.6 |